# Julianenbrunnen

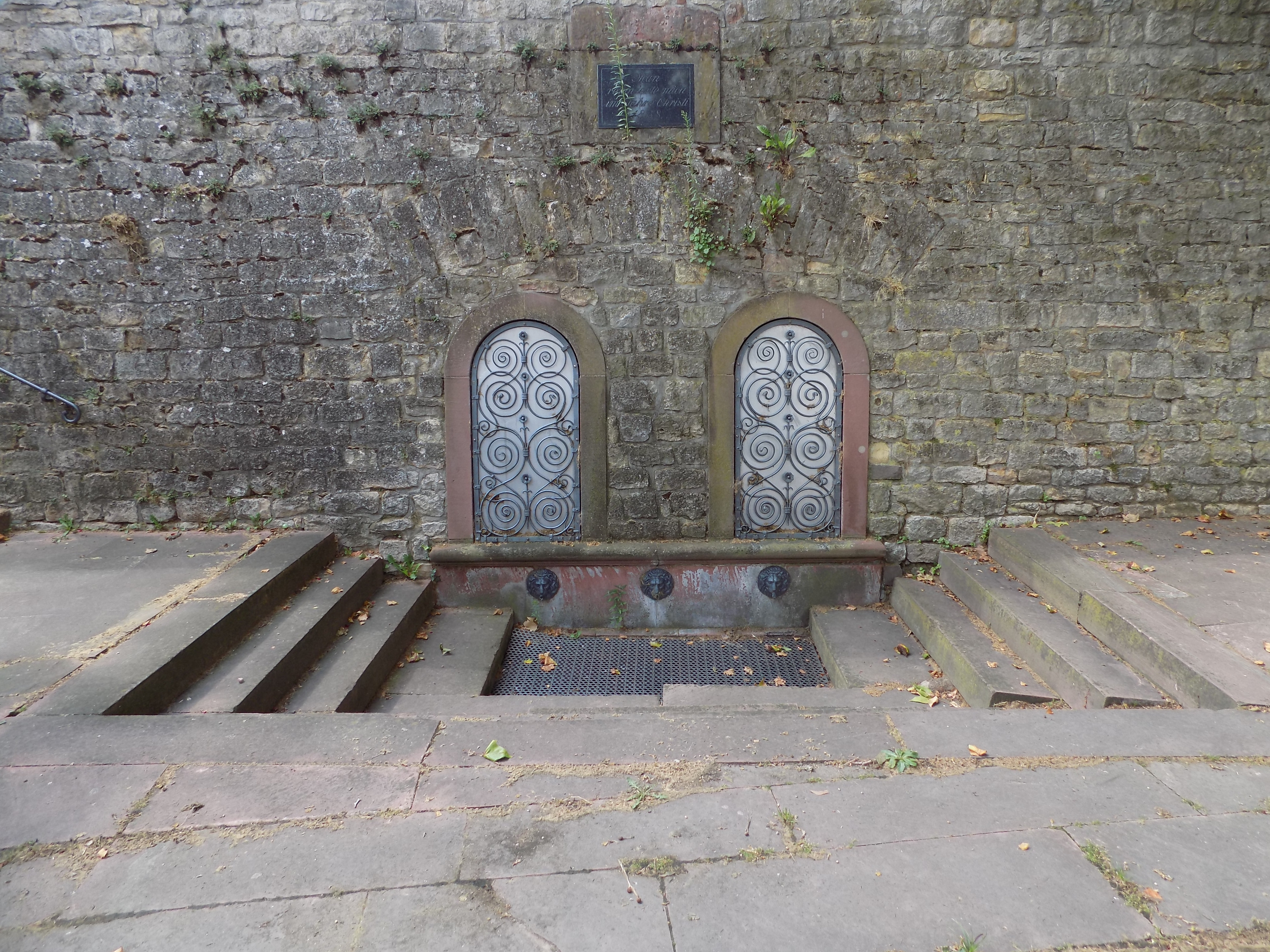
Der Julianenbrunnen in Guntersblum (2016)

Der Julianenbrunnen, im Volksmund auch Giljebrunne genannt, ist ein über 400 Jahre alter Brunnen im Guntersblumer Kellerweg in der rheinhessischen Ortsgemeinde Guntersblum. Das Bauwerk gilt heute als Kulturdenkmal.

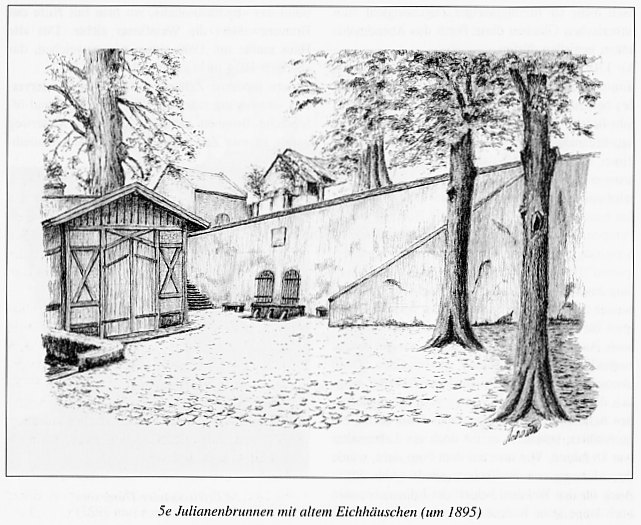
Der Julianenbrunnen um 1895

## Geschichte
Der Brunnen wurde erstmals offiziell 1608 dokumentiert. Zu dieser Zeit renovierte man den Brunnen und meißelte die Jahreszahl etwas oberhalb des Brunnens ein.
Die Errichtung des heutigen Julianenbrunnens erfolgte wahrscheinlich nach Verpachtung eines Weinberges in der Nähe des Guntersblumer Kellerwegs durch die Freiherrn von Dalberg. Dabei dürfte der Julianenbrunnen zu der Guntersblumer Julianenkapelle gehört haben, die schon 1496 im Wormser Synodale erwähnt ist.
Ab 1701 wird von einem Brunnen in der Nähe der heutigen Guntersblumer evangelischen Kirche berichtet. Er scheint bis zu diesem Zeitpunkt der einzige Dorfbrunnen Guntersblums gewesen zu sein. Im 19. Jahrhundert errichtete man schließlich vor dem Julianenbrunnen ein Wasserbecken, in dem die Hausfrauen ihre Wäsche wuschen.

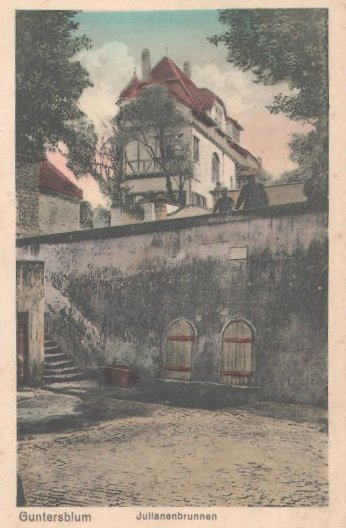
Der Julianenbrunnen auf einer Ansichtskarte von 1919

Als Anfang des 20. Jahrhunderts die öffentliche Wasserversorgung in Guntersblum eingerichtet wurde, verlor der Julianenbrunnen seine Bedeutung als Trinkwasserspender. Sein Wasser diente zur Eichung der Weinfässer. 1900 wurde ein neues Eichhäuschen errichtet. Das Wasser floss vom Julianenbrunnen in einen Teich an der Ecke der Julianen- und Götzenstraße. Der Teich diente bis in die 1920er-Jahre als Pferdeschwemme und Löschwasserteich. Als aufgrund fabrikgeeichter Edelstahl- und Kunststofftanks kein Eichungsbedarf am Brunnen mehr bestand, sah man keine Notwendigkeit mehr, den Hauptwasserzufluss von Nordwesten her zu schonen. Durch Baumaßnahmen wurde das Wasser abgegraben, der Julianenbrunnen versiegte 1972. Das Eichhäuschen wurde 1974 abgerissen.
Heute kann man den Julianenbrunnen mittels einer Wasserpumpe bedienen.
In den 1960er-Jahren hat die Landjugend Guntersblum, auf Initiative des Alt-Bürgermeisters Hugo Seibert, den „Tanzplatz“ am Julianenbrunnen renoviert und neu gestaltet. Zur Einweihung fand im Juli 1964 ein kleines Fest statt, an dem auch der Gesangverein beteiligt war. Das Fest war ein voller Erfolg und wurde im nächsten Jahr wiederholt. Als dann ein Gewitter aufzog, haben einige Winzer im Umkreis des Brunnens einfach die Tore der Kelterhäuser geöffnet. So konnte weiter gefeiert werden und das Kellerweg-Fest war geboren!